# Kulu (Índia)
Kulu, coneguda un cop com a Kul-anti-Peetha - "la fi del món habitable", és la ciutat capital del Districte de Kullu, en l'estat indi de Himachal Pradesh. Es troba als marges del Riu Beas a la vall de Kullu, uns deu quilòmetres al nord de l'aeroport de Bhuntar.
Forma la vall el riu Beas. Les muntanyes el separen de les valls de Spiti, Chenab i Ravi, i de la vall del Sutlej.

## Història
Fou també una de les dues talukes de la subdivisió de Kulu al districte de Kangra amb una superfície de 2730 km² i una població de 64.630 habitants (1891) amb 42 pobles entre els quals Nagar la capital de la subdivisió i Sultanpur, la capital de la taluka. Forma la vall el riu Beas. Les muntanyes el separen de les valls de Spiti, Chenab i Ravi, i de la vall del Sutlej.
La població de la vall el 1881 era 100.259 habitants i la superfície de 5009 km² amb 48 pobles. La població era totalment hindú.

## Estat principesc
El principat de Kulu (també Kullu) fou un dels onze estats rajputs originals entre el Ravi i el Sutlej i segurament s'havia format per una branca dels katochs derivada del gran regne katoch de Jullundur. Hi va estar el peregrí xinès Hiueu Tsiang al segle VII.
La tradició conserva el nom de 87 prínceps fins al final del segle xix, però la història autentica és desconeguda abans del segle XV quan el raja Sudh Sing (el 74è des del primer) va pujar al tron vers 1482. Al segle XVI la capital era a Makarhar. A la meitat del segle XVII la capital era a Naggar i es va traslladar a Sultanpur i per la mateixa època es va annexionar el principat de Lag que ja era vassall, i es van fer altres conquestes. vers 1700 va conquerir Lahul i Spiti, i el 1703 va prendre possessió de Shangri i Kotgarh on va construir la fortalesa de Kangal, que va perdre davant Bashahr el 1719 però fou recuperada més tard en data desconegdua; en aquest temps Kulu va arribar a la seva màxima extensió (uns 16.000 km²). Vers 1720/1730 va annexionar les fortaleses de Salachni, Bagi i Lavakaran, i les comarques de Thiti i Jigolri. Raja Jai Singh va abdicar el 1742 i va morir l'1 de març de 1744. A la meitat del segle XVIII, el 1749, va annexionar el principat de Bir (Bangahal). Raja Tedhi Singh va morir el 10 de gener de 1767 deixant 18 fills; 64 dones del seu harem van cometre sati. Pritam Singh va atacar i ocupar Garh Chhatar i Trilokpur vers 1781,
Quan els gurkhes van envair el país governava Bikrama Singh que va pagar tribut pels seus territoris del Cis-Sutlej al mateix temps que també pagava tribut a Sansar Chand, el príncep katoch de Kangra per tot el principat. El 1809 Ranjit Singh es va apoderar del principat de Sansar Chand i va començar a cobrar tribut al raja de Kulu. Tres anys després els sikhs van exigir un pagament de cinquanta mil rúpies que el raja va refusar i llavors Ranjit Singh va ocupar la seva capital Sultanpur i va saquejar el palau reial. Bikrama va poder subornar als sikhs per la seva retirada pagant tots els diners que va poder recollir. Després de l'expulsió dels gurkhes el raja va esdevenir feudatari dels britànics (1815) per la part dels seus dominis al Cis-Sutlej. El 1816 la successió va passar a Ajit Singh, nascut el 1810, fill il·legítim de Bikrama Singh, que no havia deixat fills legítims.
El 1840 el general Ventura al servei dels sikhs de Lahore, va fer una expedició al principat de Mandi, que va conquerir, i després de la conquesta un dels seus lloctinents va atacar Kulu acusant al raja de ser hostil. El raja no va poder oferir resistència i fou fet presoner però el mal tractat donat va despertar els sentiments patriòtics i lleialistes dels habitants i quan els atacants es retiraven pel pas de Basleo, foren atacats pels muntanyesos que els van derrotar i massacrar i van rescatar al seu sobirà. Ajit es va retirar al seu reducte de Shangri o Sangri, que tenia en feu dels britànics des de 1815, on estava protegit de la venjança de Lahore. Poc després un exèrcit sikh fou enviat a Seoraj o Saraj que van trobar deserta doncs els habitants havien fugit a les muntanyes i boscos inaccessibles de la rodalia. Els sikhs van donar el país en jagir al raja de Mandi deixant-hi una guarnició.
Ajit va morir a Shangri el setembre de 1841 i un cosí, Thakur Singh (fill il·legítim de Mian Prem Singh, germà de Pritam Singh) es va instal·lar llavors a Rupi com a jagirdar protegit pels sikhs, mentre un altre parent, Mian Hira Singh, adoptat per Ajit, rebia Shangri (Sangri) i Seoraj (vegeu Sangri).
El 1846 després de la primera Guerra Sikh el doab de Jullundur i els estats de la muntanya van passar als britànics i Kulu, Lahul i Spiti van esdevenir tehsils o talukes del districte de Kangra. Thakur Singh fou reconegut pels britànics com a raja (abans jagirdar) de Rupi per sanad de 24 d'octubre de 1846; a la seva mort el 1852, el seu fill Gyan Singh, de legitimitat dubtosa, només va aconseguir l'inferior títol de rai amb la meitat de la terra i sense poders polítics, però més tard l'altra meitat li fou retornada amb certs drets del govern. El 1892 va pujar al tron Megh Singh que va aconseguir el títol de rai bahadur i va morir el 10 de maig de 1921. El darrer sobirà fou Bhagwant Singh.
La capital del rages fou Nagar.

## Llista de rages (des de 1852 rais)
- Raja SIDH SINGH 1486-1532
- Raja BAHADUR SINGH 1532-1559 (fill)
- Raja PRATAP SINGH 1559-1575 (fill)
- Raja PARBAT SINGH 1575-1608 (fill)
- Raja PRITHI SINGH 1608-1635 (fill)
- Raja KALYAN SINGH 1635-1637 (germà)
- Raja JAGAT SINGH 1637-1672 (fill)
- Raja BIDHI SINGH 1672-1688 (fill)
- Raja MAN SINGH 1688-1719 (fill)
- Raja RAJ SINGH 1719-1731 (fill)
- Raja JAI SINGH 1731-1742 (fill)
- Raja TEDHI SINGH 1742-1767 (fill)
- Raja PRITAM SINGH 1767-1806 (fill)
- Raja BIKRAM SINGH (Vikramajit Singh) 1806-1816 (fill)
- Raja AJIT SINGH 1816-1841 (fill)
- Raja THAKUR SINGH (jagirdar de Rupi 1841-1846, raja de rupi 1846-1852) 1841-1852 (cosí)
- Rai GYAN SINGH 1852-1869/1880 (fill) (+1880)
- Consell de Corts 1869-1882
- Rai DALIP SINGH 1880/1882-1892 (fill de Gyan Singh)
- Rai Bahadur MEGH SINGH 1892-1921 (fill)
- Rai Bahadur BHAGWANT SINGH 1921-1950 (+1960)